# Kotimainenlompolo
Kotimainenlompolo är en sjö i Gällivare kommun i Lappland och ingår i Kalixälvens huvudavrinningsområde. Kotimainenlompolo ligger i Lina fjällurskog Natura 2000-område.